# HC CSKA 모스크바
HC CSKA 모스크바(러시아어: ХК ЦСКА Москва)는 1946년 창단된 러시아 모스크바의 프로 아이스하키팀이다. 현재 콘티넨탈 하키 리그에 참가하고 있으며 홈구장은 CSKA 아레나이다.